# Дабл Спрингс (Алабама)
Дабл Спрингс (енгл. Double Springs) град је у америчкој савезној држави Алабама. По попису становништва из 2010. у њему је живело 1.083 становника.

## Демографија
Према попису становништва из 2010. у граду је живело 1.083 становника, што је 80 (8,0%) становника више него 2000. године.
| Група             | 2000.       | 2010.         |
| Белци             | 973 (97,0%) | 1.051 (97,0%) |
| Афроамериканци    | 3 (0,3%)    | 7 (0,6%)      |
| Азијати           | 0 (0,0%)    | 2 (0,2%)      |
| Хиспаноамериканци | 11 (1,1%)   | 4 (0,4%)      |
| Укупно            | 1.003       | 1.083         |